# Shoot to Thrill
Shoot to Thrill è un brano della rock band australiana AC/DC, contenuto nel loro album di maggior successo, Back in Black. È stato pubblicato come singolo nel 2011, avente come B-side una versione live del brano War Machine, a sua volta già pubblicato nell'album Black Ice del 2008.
Il brano è stato scelto come colonna sonora al film del 2010 Iron Man 2 ed è la colonna sonora principale del trailer del film sopracitato. È stata inoltre inserita nel film Hazzard del 2005, film ispirato alla celebre serie televisiva omonima.
Il brano è stato anche la theme song di Wrestlemania 25.

## Tracce
1. Shoot to Thrill – 5:53
2. War Machine (live at River Plate) – 3:33

## Formazione
- Brian Johnson – voce
- Angus Young – chitarra solista
- Malcolm Young – chitarra ritmica
- Cliff Williams – basso
- Phil Rudd – batteria